# エラスムス・ペシャイン・スミス

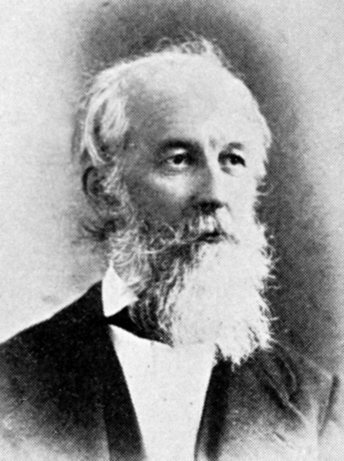
エラスムス・ペシャイン・スミス

エラスムス・ペシャイン・スミス（Erasmus Peshine Smith、1814年3月2日 - 1881年10月21日）は、明治時代にお雇い外国人として来日したアメリカ合衆国の法律家である。

## 経歴・人物
ニューヨークの生まれ。ハーバード大学法学部卒業後、母国の国務省法律顧問となった。
1871年（明治4年）の秋に日本政府の依頼により、年俸1万ドルの条件で日本初の外務省法律顧問として来日した。来日早々に日清修好条規第2条が日清間攻守同盟の疑いがあると言う指摘に対し1858年（安政4年）に締結された天津条約に準じているとアメリカ、ドイツに説明し納得させた。
翌1872年（明治5年）に発生したマリア・ルス号事件においては日本で初の国際裁判で、外務省を指導し事件解決に導いた。2年後の1874年（明治7年）10月に任期満了となった後も、同事件の処理によりもう2年日本に在住した。
1876年（明治9年）に帰国。